# Осипов, Александр Александрович (ударник труда)
Александр Александрович Осипов — бригадир, рабочий завода АМО, один из первых кавалеров ордена Ленина.
Родился в Костромской губернии в 1893 году в крестьянской семье.
С 1908 года работал по найму. С 1919 года на заводе АМО.
В сентябре 1929 года организовал бригаду из 12 кузнецов, которая увеличила выработку на 40-45 процентов при полном отсутствии брака. Себестоимость снизилась на 10 %.
Был премирован поездкой в США на 6 месяцев, а затем награждён орденом Ленина, который был вручен 3 октября 1931 года.